# Uiterste wil

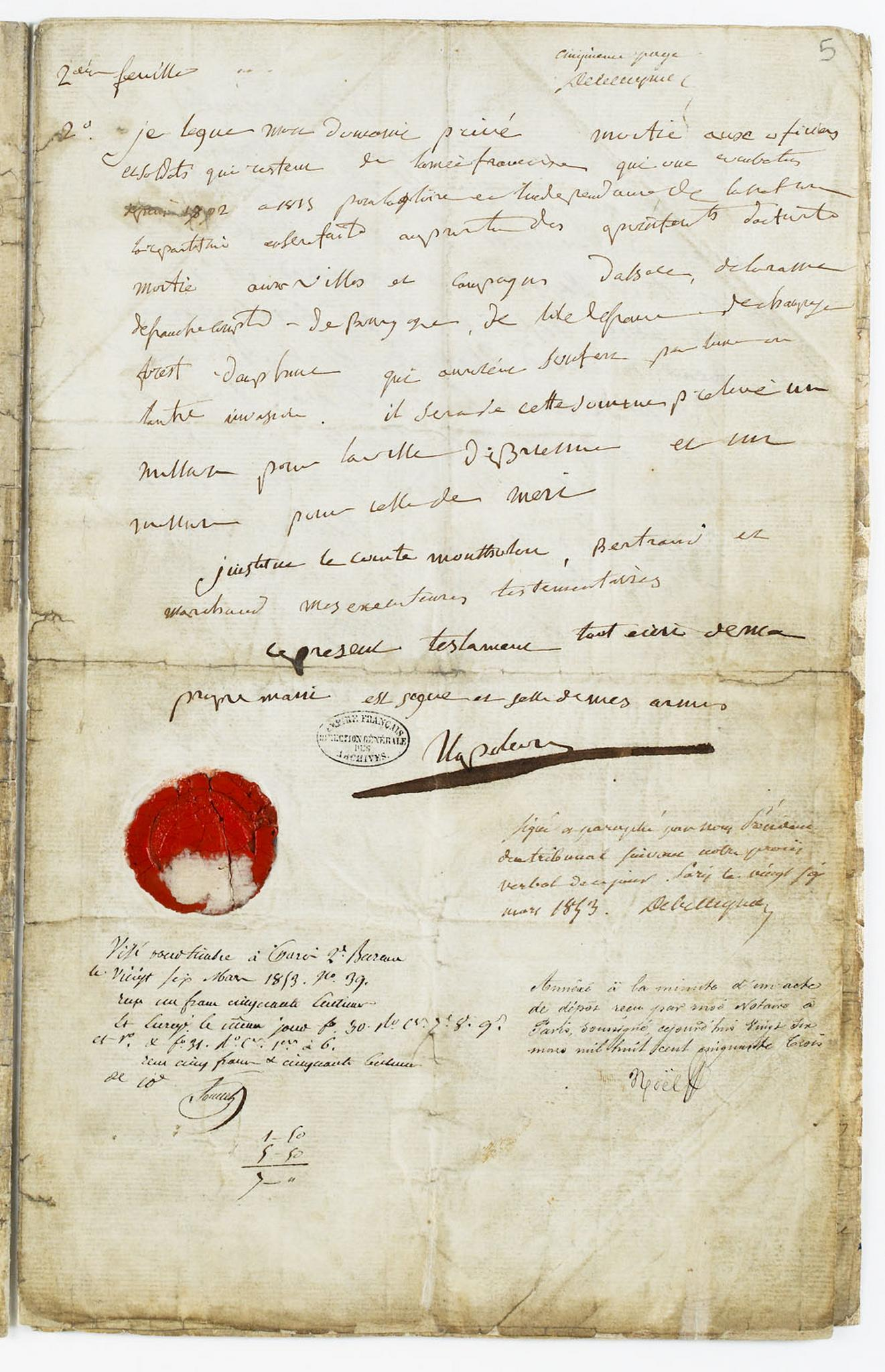
Handgeschreven testament van Napoléon I Pagina 5 (Archives Nationales)

Uiterste wil is een begrip uit het Nederlands erfrecht waarmee een officieel document wordt aangeduid waarin is vastgelegd wat iemand wil dat er na overlijden met de nalatenschap gebeurt, in het spraakgebruik testament genoemd. De uiterste wil is de wettelijk voorgeschreven vorm voor het vastleggen van uiterste wilsbeschikkingen (art. 4:42 lid 3 BW.) waarmee kan worden afgeweken van de algemene wettelijke regels voor erfopvolging (art. 4:1 BW). Een uiterste wil kan alleen worden gemaakt bij notariële akte of onderhandse akte die aan een notaris in bewaring is gegeven (artikel 4:94 BW), anders is deze niet geldig.
Vergelijkbare begrippen in andere talen zijn bijvoorbeeld het Engelse will, het Duitse letzter Wille of het Tsjechische poslední vůle. In elk rechtssysteem heeft het begrip echter een andere juridische betekenis en werking.

## Vereisten rechtsgeldigheid
Artikel 4:109 van het Nederlands Burgerlijk Wetboek (BW) geeft een regeling met betrekking tot de nietigheid en vernietigbaarheid van uiterste willen op grond van vormgebreken. Als regel wordt een uiterste wil gemaakt bij notariële akte of een aan de notaris in bewaring gegeven onderhandse akte (art. 4:94 BW), het zogenaamde depot-testament. De onderhandse akte moet zijn doorgenummerd en op elke pagina door erflater ondertekend. De Wet op het notarisambt (Wna) stelt een aantal vormvereisten aan de notariële akte. Schending van (een deel) van deze vereisten heeft verlies van authenticiteit van de akte tot gevolg.
Mist een notariële akte authenticiteit door het schenden van vormvoorschriften, bijvoorbeeld omdat de notaris er geen jaartal op heeft gezet of de notaris niet bevoegd was de akte op te maken wegens een tuchtrechtelijke schorsing, is de akte vernietigbaar (art. 4:109 lid 4 BW). Met een vernietiging van de uiterste wil zouden ook de daarin vastgehouden uiterste wilsbeschikkingen van tafel zijn (art. 3:39 BW). De Hoge Raad bepaalde echter dat het voor misbruik van bevoegdheid (art. 3:13 BW) wordt gehouden wanneer een belanghebbende de vernietigbaarheid van de uiterste wil inroept omdat het jaartal miste, terwijl op een andere manier kan blijken in welk jaar de akte is opgemaakt.

## Verschil met uiterste wilsbeschikking
Het begrip uiterste wil lijkt sterk op het begrip uiterste wilsbeschikking⁣, maar de juridische rol, functie en werking van beide begrippen verschillen wezenlijk van elkaar. Sinds de invoer van het huidige erfrecht, in 2003, is een uiterste wilsbeschikking een eenzijdige, herroepelijke rechtshandeling waarmee bij leven een beschikking kan worden gemaakt die pas werkt na overlijden en die in het erfrecht of een andere wet als zodanig wordt aangemerkt (art. 4:42 BW). De uiterste wil heeft erfrechtelijk de functie van een vormvereiste ter bescherming van de persoon die het testament opstelt, testateur of erflater genoemd. Het verschil tussen een uiterste wilsbeschikking en een uiterste wil is in het kort dat de eerste de inhoud is en de tweede de vorm. Een uiterste wil zonder uiterste wilsbeschikking(en) is juridisch gezien een lege huls en een uiterste wil met bepalingen die niet als uiterste wilsbeschikking in een wet zijn genoemd, heeft geen rechtskracht.

## Verschil met oud erfrecht
De oude wet erfrecht in Nederland, die tot 2003 gold, gaf de volgende definitie van uiterste wil (art. 4:922 (oud) BW):
Een testament of uiterste wil is eene akte, houdende de verklaring van hetgeen iemand wil dat na zijnen dood zal geschieden, en welke akte door hem kan worden herroepen.
Onder het oude erfrecht was het mogelijk enkele beschikkingen ter zake de dood bij uiterste wil te maken, er kon bijvoorbeeld bij uiterste wil een testamentuitvoerder (artikel 1052 (oud) BW) en een testamentair bewindvoerder (artikel 1066 (oud) BW) worden aangesteld. In het huidige erfrecht zijn deze functies niet teruggekomen als uiterste wilsbeschikking en onder het huidige recht zijn bepalingen in een uiterste wil alleen geldig als ze binnen het bereik van een uiterste wilsbeschikking zijn te brengen. Bepalingen in een uiterste wil over een persoon die het testament uitvoert of over een bewindvoerder, vallen in het huidige erfrecht niet onder een uiterste wilsbeschikking en hebben daarom geen erfrechtelijke werking. Er kan vanaf 2003 wel een executeur worden benoemd, maar deze heeft niet de taak het testament uit te voeren, een executeur beheert de nalatenschap en voldoet de direct opeisbare schulden. Ook kan vanaf 2003 een testamentair bewind over (goederen uit) de nalatenschap worden ingesteld, waarvan de uitvoer door de  bewindvoerder zal gebeuren, die ofwel in het testament kan worden aangewezen, of na overlijden door de Kantonrechter.

## Begripsverwarring
Het begrip uiterste wil is al eeuwenoud, maar heeft niet altijd precies dezelfde betekenis gehad die het in het huidige erfrecht heeft. De wijziging van begripsgebruik en de nieuwe definiëring in het huidige erfrecht is nog niet overal doorgedrongen, blijkt in literatuur over het erfrecht en bij toepassing ervan in de praktijk. Niet alleen in populaire artikelen en uitzendingen, maar ook in vakliteratuur wordt er (nog) gesproken over uiterste wilsbeschikking als het om een uiterste wil gaat en omgekeerd. In de testamentenpraktijk van de notaris worden modelregelingen gebruikt met bepalingen die in een uiterste wil worden opgenomen, maar niet als uiterste wilsbeschikking in de wet zijn genoemd, bijvoorbeeld de afwikkelingsbewindvoerder (art. 4:153 e.v. jo 4:155 lid 4 BW) en de quasi-wettelijke verdeling. Bepalingen in een uiterste wil die niet binnen de reikwijdte van een uiterste wilsbeschikking vallen die in de wet erfrecht of en andere wet zijn genoemd, hebben volgens de wet erfrecht geen erfrechtelijke werking. Daarom moet zowel bij het opmaken van een testament, als bij de afwikkeling van een erfenis goed worden nagegaan of alle bepalingen in de uiterste wil ook onder een uiterste wilsbeschikking vallen.
Dan is er ook nog het begrip wilsverklaring, dat niet uit het erfrecht komt en onder andere wordt gebruikt als aanduiding voor een document met wensen rondom het levenseinde. Dat document hoeft niet door een notaris te worden opgesteld of bij de notaris in bewaring gegeven, maar kan beter worden besproken met de huisarts, die de wensen in het medisch dossier opneemt.
Ten slotte wordt in het Belgisch recht met wilsbeschikking het document bedoeld met wensen voor de uitvaart. In Nederland bestaat daar geen afzonderlijk begrip voor, de wensen kunnen als uiterste wilsbeschikking worden vastgelegd in een codicil of notariële akte (art. 19 Wet op de lijkbezorging).